# Orimarga subprotusa
Orimarga subprotusa är en tvåvingeart som beskrevs av Alexander 1968. Orimarga subprotusa ingår i släktet Orimarga och familjen småharkrankar.
Artens utbredningsområde är Peru. Inga underarter finns listade i Catalogue of Life.